# Ludvig Strigeus
Carl Ludvig Gunnar Strigeus (* 15. Januar 1981 in Göteborg) ist ein schwedischer Programmierer, der vor allem für die Entwicklung von Software wie dem BitTorrent Client μTorrent, OpenTTD und Spotify bekannt ist.

## Frühes Leben und Ausbildung
Strigeus schloss sein Studium an der Technischen Hochschule Chalmers mit einem Master in Informatik und Ingenieurwissenschaften ab.
Er hat die Game-Engine ScummVM entwickelt, einen Emulator für die Adventure-Spiele von LucasArts, der es ermöglicht, klassische Rollenspiele wie Day of the Tentacle und The Secret of Monkey Island auf modernen Computern zu spielen. Durch das OpenTTD-Projekt war er die treibende Kraft hinter der Portierung von Transport Tycoon auf eine große Anzahl von Plattformen.
Derzeit arbeitet er als Software Engineer bei Spotify.

## Auszeichnungen
- 2006: John-Ericsson-Medaille[3]
- 2011: Tenzing-Preis[4]
- 2015: Ehrendoktor der Technischen Hochschule Chalmers[3]
- 2020: Polhem-Preis[5]
- 2021: Gustaf Dalénmedaljen zusammen mit Martin Lorentzon

## Leben
Strigeus wohnt in Göteborg. Aufgrund einer seltenen Muskelerkrankung ist er auf einen Rollstuhl angewiesen.

## Software
- Spotify
- µTorrent (BitTorrent Client)
- OpenTTD, Klon von Transport Tycoon
- ScummVM, Emulator für Abenteuerspiele von LucasArts
- Portierungen von Dr. Mario und Kwirk für den grafikfähigen Taschenrechner TI-89[7]
- WebWorks
- Spotiamb UI, ein kostenloser Spotify-Player im Look von Winamp[8]
- TunSafe, ein VPN Client, der das WireGuard Protokoll nutzt